# Potenzialanalyse
Potenzialanalyse (von lat. potentia = Stärke, Macht und Analyse) bezeichnet die strukturierte Untersuchung des Vorhandenseins bestimmter Eigenschaften (Fähigkeiten). Potenzialanalysen liefern strukturierte Informationen zu Fragen nach der Fähigkeit von Mitarbeitern, Ereignissen, Mitteln und Organisationen.
Ein Unternehmen kann durch Vergleiche (Benchmarking) das eigene Potenzial (Produktivität, Marktstellung) überprüfen. Ein Markt kann für den Eintritt mit einem bestimmten Produkt auf sein Potenzial analysiert werden. Prozesse können durch strukturierte Analysen auf ihr Optimierungspotenzial überprüft werden. Die Kaufkraft einer bestimmten Bevölkerungsschicht könnte die Fragestellung für eine Potenzialanalyse darstellen.

## Potenzialanalyse im Personalbereich
Potenzialanalysen werden in unterschiedlichen Einsatzgebieten und mit verschiedenen Methoden durchgeführt. So kann anhand strukturierter Fragebögen oder eines umfassenden Einzel-Assessments das eigene Karrierepotenzial ermittelt oder das Anforderungsprofil für die Personalselektion überprüft werden. Die Potenzialanalyse dient somit der Erfassung der Fähigkeitspotenziale für zukünftige Tätigkeiten.
Die Potenzialanalyse erfasst u. a. Wissen, Fähigkeiten, Motivation und Persönlichkeitsmerkmale der Mitarbeiter. Aus den erfassten Merkmalen wird ein Potenzialprofil erstellt. Dieses wird den betrieblichen Anforderungen gegenübergestellt. In einer folgenden Potenzialentwicklung können die festgestellten Schwächen des Mitarbeiters abgebaut und die Stärken gezielt gefördert werden. Das Eignungsprofil des Mitarbeiters sollte möglichst dem Anforderungsprofil der Stelle entsprechen.
Die Potenzialanalyse ist ein Instrument zur Personalbindung, da Unter- oder Überforderung eines Mitarbeiters zu Demotivation führen können. Persönlichkeits- und Intelligenztests können wichtige Daten liefern, auf deren Grundlage Potenzialanalysen vorgenommen werden können.
Zum Potenzial des Mitarbeiters gehören unter anderem folgende Merkmale:
1. Methodenkompetenz: betriebliche Zusammenhänge erfassen, Defizite erkennen und geeignete Lösungsvorschläge erarbeiten
2. Sozialkompetenz: Fähigkeit zum Umgang mit anderen Mitarbeitern
3. Fachkompetenz: Fähigkeit zu lösungsorientiertem Einsatz erlernten Wissens (z. B. Technologien, Verfahren, Sprachen)
4. Reflexionskompetenz: Fähigkeit, das eigene Handeln in unterschiedlichen Situationen kritisch zu analysieren und zu bewerten
5. Veränderungskompetenz: Fähigkeit zu flexibler Reaktion bei Veränderungen im Umfeld und Bereitschaft zu lebenslangem Lernen

Diese Kompetenzen können jedoch nicht direkt erfasst werden. Daher werden jeder Kompetenz bestimmte Kriterien zugeordnet, die sich besser erfassen lassen. Beispiele für derartige Kriterien sind: Durchsetzungsfähigkeit, Teamfähigkeit, Identifikation mit dem Unternehmen, Eigenverantwortlichkeit. Die Qualität der Personalanalyse hängt entscheidend von der Auswahl der Kriterien ab, die das Potenzial erfassen sollen.
Es kann zwischen der sequenziellen und der absoluten Potenzialanalyse unterschieden werden. Die sequenzielle Analyse bestimmt das Potenzial in Bezug auf die nächsthöhere Laufbahnstufe. Die absolute Analyse versucht festzustellen, wie weit sich der Mitarbeiter überhaupt entwickeln kann.
Des Weiteren können Potenzialanalysen nach gruppenbezogenen und einzelfallbezogenen Ansätzen unterschieden werden. Mit gruppenbezogenen Ansätzen werden Aussagen über Gruppen von Mitarbeitern oder komplette Belegschaften getroffen. Einzelfallbezogene Potenzialanalysen befassen sich mit einzelnen Mitarbeitern. Bei letztgenanntem Ansatz kann weiterhin in unimethodale (hier kommt ausschließlich eine eignungsdiagnostische Methode – zumeist psychologische Tests – zum Einsatz) und multimethodale (Einsatz mehrerer unterschiedlicher eignungsdiagnostischer Methoden) Potenzialanalysen differenziert werden.
Standardisierte Verfahren (z. B. über festgelegte Beurteilungsbögen) sind notwendig, um die Objektivität der Potenzialanalyse zu gewährleisten.
Es gibt nur wenige Potenzialanalysen auf dem Markt, die wissenschaftlich fundiert und valide abgesichert sind.